# Gisement de Broken Hill
 (septembre 2022).
La mise en forme du texte ne suit pas les recommandations de Wikipédia : il faut le « wikifier ».
Les points d'amélioration suivants sont les cas les plus fréquents :
- Les titres sont pré-formatés par le logiciel. Ils ne sont ni en capitales, ni en gras.
- Le texte ne doit pas être écrit en capitales (les noms de famille non plus), ni en gras, ni en italique, ni en « petit »…
- Le gras n'est utilisé que pour surligner le titre de l'article dans l'introduction, une seule fois.
- L'italique est rarement utilisé : mots en langue étrangère, titres d'œuvres, noms de bateaux, etc.
- Les citations ne sont pas en italique mais en corps de texte normal. Elles sont entourées par des guillemets français : « et ».
- Les listes à puces sont à éviter, des paragraphes rédigés étant largement préférés. Les tableaux sont à réserver à la présentation de données structurées (résultats, etc.).
- Les appels de note de bas de page (petits chiffres en exposant, introduits par l'outil «  Source ») sont à placer entre la fin de phrase et le point final[comme ça].
- Les liens internes (vers d'autres articles de Wikipédia) sont à choisir avec parcimonie. Créez des liens vers des articles approfondissant le sujet. Les termes génériques sans rapport avec le sujet sont à éviter, ainsi que les répétitions de liens vers un même terme.
- Les liens externes sont à placer uniquement dans une section « Liens externes », à la fin de l'article. Ces liens sont à choisir avec parcimonie suivant les règles définies. Si un lien sert de source à l'article, son insertion dans le texte est à faire par les notes de bas de page.
- La présentation des références doit suivre les conventions bibliographiques. Il est recommandé d'utiliser les modèles {{Ouvrage}}, {{Chapitre}}, {{Article}}, {{Lien web}} et/ou {{Bibliographie}}. Le mode d'édition visuel peut mettre en forme automatiquement les références.
- Insérer une infobox (cadre d'informations à droite) n'est pas obligatoire pour parachever la mise en page.

Pour une aide détaillée, merci de consulter Aide:Wikification.
Si vous pensez que ces points ont été résolus, vous pouvez retirer ce bandeau et améliorer la mise en forme d'un autre article.
Le gisement de Broken Hill est un site d'extraction minière situé dans l'État de Nouvelle-Galles du Sud (Australie), connu pour sa production de plomb, zinc, argent et or. Découvert dans les années 1850 lors des ruées vers l'or en Australie, le gisement est exploité pour ses teneurs en plomb et zinc à partir des années 1880 par de petits prospecteurs. À la fin du XIXe siècle, les grands investisseurs s'y intéressent : la société Broken Hill Proprietary, qui deviendra par la suite BHP Group, est créée en 1895. Avant la seconde guerre mondiale, le gisement représente plus de 10 % de la production mondiale de plomb. L'exploitation minière souterraine y est arrêté en 1976.

## Histoire
La ville de Broken Hill fut créée dans les années 1850 après la découverte d'un filon d'or, au moment de la ruée vers l'or en Australie déclenchée en 1851. Elle connut une croissance fulgurante, comme une oasis au milieu de l'aridité de l'Outback. En 1855, on trouve aussi du plomb.
Les mines de plomb argentifère et de zinc ont été exploitées un peu plus tard, dans les années 1880, qui donnèrent lieu à la « ruée vers le zinc et le plomb de Broken Hill », le site étant exploité d'abord par de petits prospecteurs.
Le capitaine Samuel Sleep redécouvre le gisement en septembre 1883.
L'exploitation minière à ciel ouvert de minerais d'oxyde d'argent devient la norme, de 1885 à 1898, avec des opérations de fusion effectuées sur place.
Beaucoup de propriétaires des petites mines sont des mineurs britanniques originaires de Cornouailles et de religion méthodiste. En 1892, le pasteur Josiah Thomas est élu à la présidence de leur association et il représentera plus tard la région au parlement australien. L'année 1892 voit aussi l'organisation d'une grève des petites mines pour réclamer de meilleures conditions d'exploitation, à un moment où le saturnisme fait des ravages. Les plus grandes sociétés brisent la grève en recourant à une main-d'œuvre supplémentaire venue d'autres régions. De 1898 à 1915, les minéraux de sulfure de plomb-zinc-argent sont au contraire à l'origine du succès de concentrés traités à l'étranger. Le plomb et le zinc extraits à Broken Hill sont raffinés à Port Pirie et en partie expédiés vers l'étranger.
L'exploitation minière a peu à peu éloigné du gisement les premiers prospecteurs, en raison d'une augmentation de la taille des droits fonciers et des mines et de l'amélioration de l'efficacité dans les opérations minières, qui a intéressé les grands investisseurs. Cette tendance s'est accélérée dans la dernière partie du XXe siècle par la formation de la société Broken Hill Proprietary, créée en 1895 et devenue ensuite BHP Group. BHP développe la plus importante mine de plomb du monde à Broken Hill et devient la plus grande entreprise australienne.
À moins de 30 km à l'ouest de Broken Hill, Silverton, une ville-champignon au temps de la ruée vers l'or, est abandonnée dès le début du XXe siècle, une fois le filon tari. À partir de 1915, les concentrés issus des minéraux de sulfure de plomb-zinc ont été traités entièrement en Australie. La partie centrale du filon s'est appauvrie en 1940 et la production de minerai s'est concentrée dans le nord et le sud du gisement.
Le gisement de minerai de Broken Hill est d'une grande importance historique pour les géologues, en particulier en Australie, car il est emblématique d'une forme puissante de minéralisation et l'un des plus étudiés dans le monde par les chercheurs en géologie et minéralogie, avec plus de 1500 articles publiés à ce jour. Il représentait avant la Seconde Guerre mondiale environ 80 % de l'extraction australienne de plomb et 11 à 12 % de la production mondiale de ce métal.
En 1946, 63,7 millions de tonnes de minerai ont produit 8,5 millions de tonnes de plomb, 5,2 millions de tonnes de zinc, 538 millions d'onces d'argent, et 164 000 onces d'or.
Au début des années 1950, la région a subi une grande sécheresse, pendant plus de huit ans, ce qui a failli provoquer l'arrêt de l'exploitation minière. Les propriétaires des mines ont déployé, pendant plusieurs mois, des trains de wagon-citerne spéciaux pour transporter un milliard de litres d'eau sur une distance de plus de soixante kilomètres. La cargaison, en provenance de la rivière Darling, près de Horse Lake, était réceptionnée dans de grands réservoirs de stockage construits à cet effet. Mais la découverte de la mine de cuivre et zinc du Mont Isa dans le Queensland en 1950 a entre-temps créé une concurrence en Australie.
L'exploitation minière souterraine est arrêtée en 1976 et l'exploitation minière à ciel ouvert s'est concentrée dans le Blackwood Cut, site qui avait commencé son extraction en 1973.